# Esocide
Esocidele (Esocidae) este o familie de pești teleosteeni fizostomi răspândiți în apele dulci din regiunile temperate și reci ale emisferei nordice. 

## Descriere
Forma generală a corpului este lungă și aproape cilindrică la juvenili și speciile mai mici, dar comprimată lateral și înaltă la reprezentanții mai bătrâni ai speciilor mai mari. Corpul este acoperit cu solzi mărunți cicloizi. Capul este alungit și prevăzut cu un bot lung, lat și turtit,  asemănător ciocului unei rațe. Gura este foarte mare, ocupând o jumătate a capului, înarmată cu numeroși dinți fixați pe mai multe oase: premaxilar, vomer, palatine, oasele faringiene și limbă. Maxilarul fără dinți. Falca inferioară proeminentă. Falca superioară este formată din maxilare și premaxilare. Ochii sunt moderat lărgiți, așa cum este tipic pentru văzul peștilor răpitori din apele de adâncime mică.
Au o singură înotătoare dorsală scurtă situată deasupra înotătoarei anale. Înotătoarea adipoasă lipsește. Înotătoarele neperechi (dorsală, caudală și anală) sunt deplasate, de obicei, în partea posterioară, dând corpului aspectul unei săgeți, ca o adaptare a peștilor răpitori care se deplasează cu mare viteză pe distanțe scurte și se hrănesc cu alți pești și alte vertebrate. Înotătoarea caudală este bifurcată, iar înotătoarele perechi nu sunt mari. Înotătoarele ventrale sunt bine dezvoltate, cu poziție abdominală.  Razele (radiile) înotătoarelor sunt moi. Înotătoarea caudală cu 40-50 raze și 17 (mai rar 16) raze ramificate. Linia laterală este completă și dreaptă, toți solzii sunt cicloizi, dar solzii de pe linia laterală și de pe alte parți la unele specii, sunt în mod caracteristic zimțați sau în formă de inimă (cordiformi).
Canalul infraorbital senzorial cu opt sau mai mulți pori. Oasele nazale prezente. Au 10-20 raze branhiostege și 43-67 vertebre. Parapofizele nu sunt contopite cu vertebrele. Mezocoracoidul lipsește, oasele nazale sunt perechi.  Oasele parietale sunt separate prin supraoccipital. Spinii branhiali sunt reduși la plăci de denticuli mici, foarte ascuțiți. Intestinul fără apendice pilorice. Vezica înotătoare fără legătură cu urechea internă, însă comunică cu esofagul. Aparatul lui Weber lipsește. Tuberculi nupțiali absenți.
Dimensiunea maximă (știuca nord-americană, Esox masquinongy) este de aproximativ 165 cm. Vârsta maximă este de 30 de ani, iar greutatea maximă se apropie de 32 kg, dar speciile mai mici (Esox americanus americanus) nu depășesc 330 mm lungime, 200 g greutate și vârsta de 8 ani.

## Sistematică
Familia constă dintr-un gen, Esox, cu 6 specii:
- Esox americanus = Știucă americană - America de Nord

Esox americanus americanus (J.F.Gmelin, 1789)
Esox americanus vermiculatus (Lesueur, 1846)
- Esox cisalpinus (Bianco & Delmastro, 2011) = Esox flaviae (Lucentini et al. 2011) = Știucă cisalpină -  centrul și nordul Italiei
- Esox lucius (Linnaeus, 1758) = Știucă,  Știucă comună -  zona temperată a Asiei, Europei și Americii de Nord.
- Esox masquinongy (Mitchill, 1824) = Știucă maschinong -  America de Nord
- Esox niger (Lesueur, 1818) = Știucă neagră -  America de Nord
- Esox reichertii (Dybowski, 1869) = Știucă de Amur -  bazinul râului Amur și insula Sahalin

## Specii din România și Republica Moldova
În apele României și Republicii Moldova trăiește o singură  specie: Esox lucius, știuca.